# Nationalité suisse

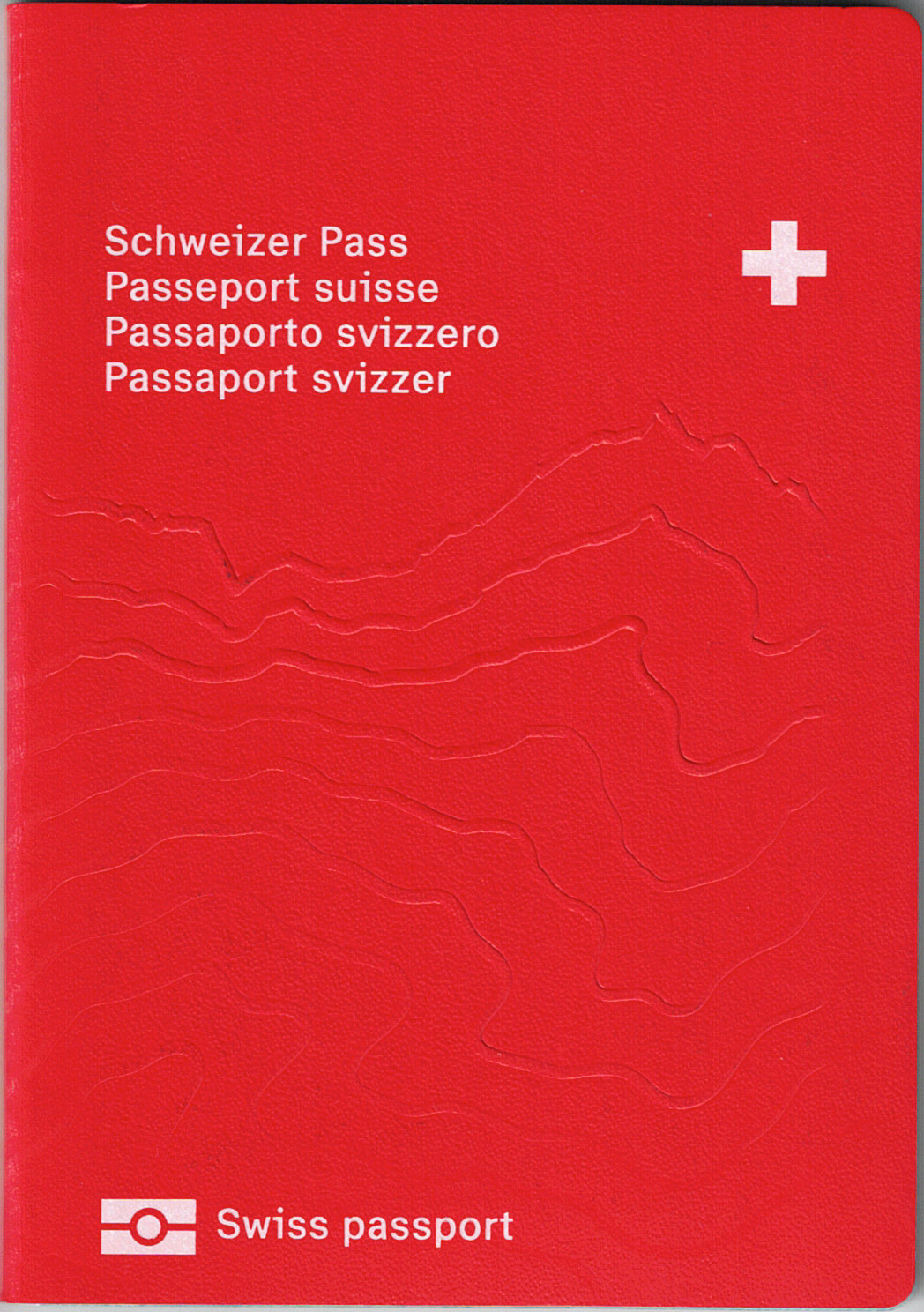
Passeport suisse.

La nationalité suisse est le rapport juridique entre les citoyens suisses et la Confédération suisse, de même que tous les droits, prérogatives et obligations attachés à cette nationalité.
L'acquisition de la nationalité suisse repose principalement sur le droit du sang. La nationalité se transmet ainsi, de droit, par filiation (en étant né d'au moins un parent suisse ou en ayant été adopté par un citoyen suisse), mais elle peut aussi être acquise, sous conditions, par décision d'autorité (naturalisation). Contrairement à d'autres pays, le droit du sol n'existe pas en Suisse, naître sur le territoire suisse n'ouvre donc aucun droit à la nationalité suisse. 
Selon la Constitution fédérale, « a la citoyenneté suisse toute personne qui possède un droit de cité communal et le droit de cité du canton ». La loi sur la nationalité sert de base légale pour les aspects juridiques. La double nationalité est admise en Suisse et, dans ce cas, la nationalité suisse peut également être retirée sous certaines conditions strictes.

## Historique

### Femmes suisses mariées à un étranger
Jusque dans les années 1950, la règle coutumière, transcrite dans l'arrêté du Conseil fédéral de 1941, veut que toute femme suisse perde automatiquement sa nationalité lorsqu'elle épouse un étranger. Des milliers de Suissesses perdent ainsi leur nationalité par le seul fait du mariage.
L'article 9 de la LN de 1952 conserve ce principe, mais l'assortit d'une exception permettant à la femme de conserver sa nationalité suisse sur simple déclaration écrite adressée à l'officier d'état civil. L'article n'est aboli qu'au début des années 1990.

## Bases légales
La nationalité suisse est réglée dans les articles 37 et 38 de la Constitution fédérale, dans la loi sur la nationalité (LN) et dans l'ordonnance sur la nationalité (OLN).
La LN est entré en vigueur le 1er janvier 2018, succédant à l'ancienne loi datant de 1952. La nouvelle loi est basée sur trois principes.
Premièrement, la citoyenneté est basée sur les trois niveaux institutionnels en Suisse : l'État fédéral (nationalité suisse), le canton (droit de cité cantonal ou indigénat) et la commune (droit de cité communal ou origine).
Deuxièmement, la nationalité s'acquiert par filiation : le citoyen suisse est originaire de la commune d'origine de son père ou de sa mère, selon le droit du sang (jus sanguinis).
Troisièmement, la prévention de l'apatridie.

## Trois niveaux de citoyenneté
Tout citoyen suisse est également citoyen d'une ou de plusieurs communes, ainsi que des cantons correspondant. Il a donc trois droits de cité (un communal, un cantonal et un fédéral) qui dépendent les uns des autres (le droit de cité communal ne peut être acquis sans celui cantonal, le fédéral sans les deux premiers, etc.). La commune d'origine dépend de l'historique familial, et, dans la majorité des cas, n'est pas la même que la commune de naissance ou de domicile d'un citoyen (qui peuvent être dans un autre canton ou à l'étranger).

### Droit de cité communal
Sous certaines conditions, il est possible de demander la citoyenneté de sa commune de domicile, dite bourgeoisie, sans perdre le lien juridique avec sa commune d'origine précédente. Les femmes suisses mariées à un citoyen suisse acquéraient jusqu'en 2013 l'origine de leur mari, sans toutefois perdre la leur. Depuis 2013, chaque conjoint conserve son lieu d'origine.
Le principal lien d'un citoyen avec sa commune d'origine consiste en la tenue des registres d'état civil par les communes d'origine, qui sont informées des naissances, décès ou changements d'état civil de leurs bourgeois. Elles émettent ainsi des documents tels que l'acte d'origine, document certifiant la nationalité suisse de son titulaire, ou certificat individuel d'état civil, permettant de justifier de l'état de célibataire, divorcé ou veuf d'une personne désirant se marier.
Au XIXe siècle, lors de l'organisation de l'assistance publique, la majorité des cantons décident que l'assistante sera du ressort des communes d'origine, mieux à même selon eux de contrôler les besoins d'assistance, et évitant des migrations des assistés vers les communes les plus généreuses. Au XXe siècle, le principe de l'assistance au lieu de domicile s'imposera progressivement ; en 1967, un concordat intercantonal permettra de partager les frais entre commune d'origine et d'habitation; finalement, le principe de l'aide au lieu de domicile sera ancré dans la constitution, éliminant ainsi un des derniers liens des citoyens avec leur commune d'origine.

### Droit de cité cantonal
Le droit de cité cantonal découle du droit de cité communal

## Acquisition de la nationalité suisse

### Par filiation
À la naissance, l'enfant acquiert le droit de cité de la commune d'origine de son parent suisse. Depuis 2013, l'enfant acquiert le lieu d'origine du parent dont il porte le nom si les deux parents sont suisses. Jusqu'au 1er janvier 1978 (jusqu'au 1er juillet 1985 si la famille résidait à l'étranger et la mère n'était pas Suissesse de naissance), le lieu d'origine était celui du père si les parents étaient suisses et mariés.
Un cas spécial est celui de l'enfant né à l'étranger, mais dont un des parents est suisse. Cet enfant devient suisse à la naissance, car un de ses parents est suisse. Toutefois, il perd la nationalité suisse à l'âge de 25 ans si deux conditions sont remplies: il possède une autre nationalité; et il n'annonce pas aux autorités suisses la volonté de conserver sa nationalité suisse.
Le droit du sang (jus sanguinis) est donc appliqué en Suisse. Le fait de naître en Suisse ne donne pas droit à la nationalité suisse. Une seule exception existe toutefois : l'enfant mineur de filiation inconnue.

### Par adoption

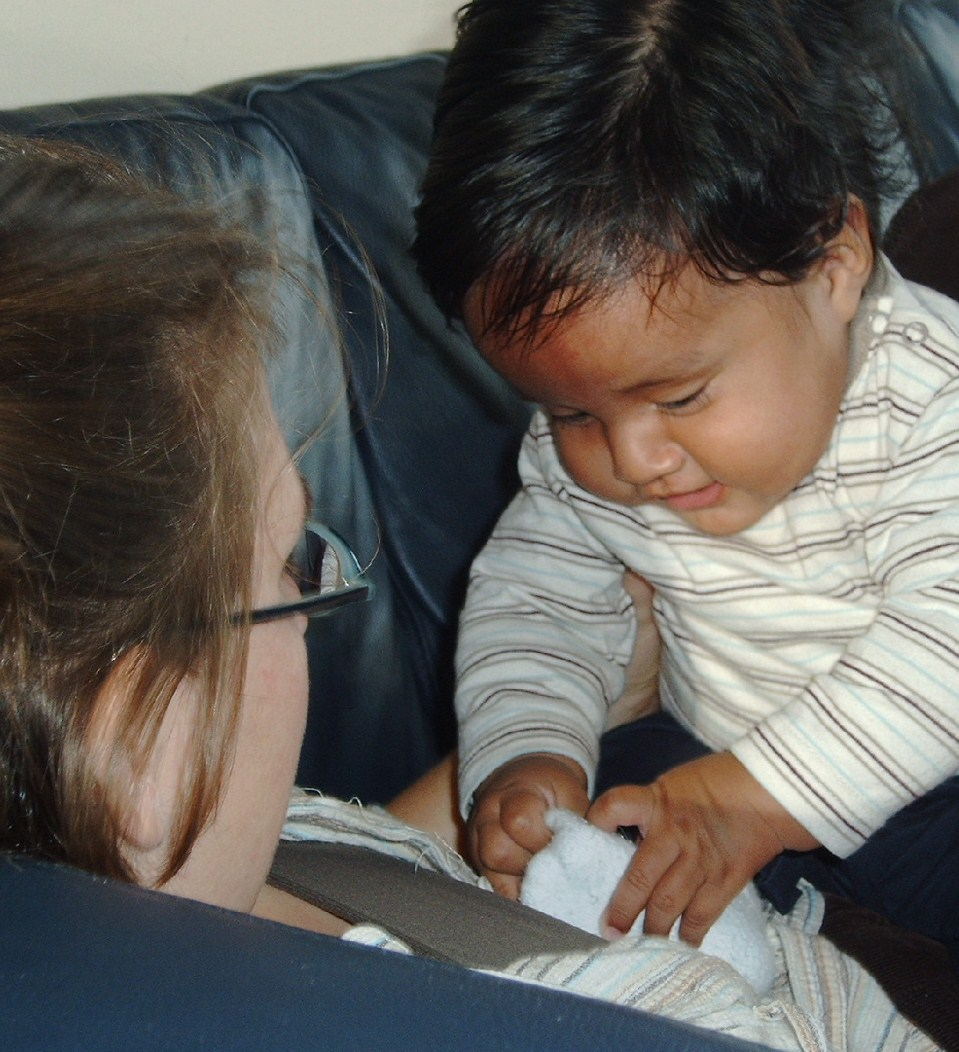
L'adoption d'un enfant mineur par des parents suisses lui confère la nationalité suisse.

La nationalité suisse peut aussi s'acquérir par adoption. Lorsqu'un enfant mineur étranger est adopté par un Suisse ou une Suissesse, il acquiert le droit de cité cantonal et communal de l'adoptant et par la même la nationalité suisse.

### Enfant trouvé
L'enfant mineur de filiation inconnue (dont les autorités n'arrivent pas à déterminer les parents) acquiert le droit de cité du canton dans lequel il est trouvé. Il acquiert automatiquement la nationalité suisse. Le canton touché détermine le droit de cité communal qu'acquiert l'enfant.

### Naturalisation
La naturalisation en Suisse est le processus administratif et politique par lequel une personne étrangère acquiert la nationalité suisse.
La naturalisation peut prendre deux formes : la naturalisation ordinaire et la naturalisation facilitée. La procédure a lieu en premier lieu au niveau de la commune et du canton dans lequel la personne étrangère pose sa demande de naturalisation.

### Réintégration
La réintégration dans la nationalité suisse est possible si un citoyen suisse a perdu la nationalité suisse. 
Dans le cas où le requérant vit en Suisse, son intégration est considérée comme réussie. Dans le cas où il vit à l'étranger, il a des liens étroits avec la Suisse. En tout cas, il doit respecter la sécurité et l'ordre publics, respecter les valeurs de la Constitution fédérale, et qu'il ne met pas en danger la sûreté intérieure ou extérieure de la Suisse.
Le citoyen ayant perdu la nationalité suisse doit déposer sa demande dans un délai de dix ans après la perte de nationalité, voire treize s'il vit en Suisse.
Dans cette procédure, le SEM est compétent pour statuer sur la demande. Si elle est approuvée, le requérant acquiert (de nouveau) le droit de cité cantonal et communal qu'il possédait en dernier lieu.

## Perte de la nationalité suisse
Il y a deux moyens pour perdre la nationalité suisse : la libération et le retrait.
La perte de la nationalité provoque la perte du droit de cité cantonal et communal.

### Libération
Tout citoyen peut demander sa libération de la nationalité suisse. Pour cela, il doit séjourner à l'étranger et être en possession d'une autre nationalité (ou l'assurance d'en avoir une). Cette dernière condition est mise en place pour éviter l'apatridie. 
La libération de la nationalité suisse est prononcée par l'autorité du canton d'origine et notifié par le Secrétariat d'État aux migrations (SEM) aux personnes libérées. La libération entre en vigueur avec la notification de l'acte de libération. S'il possède plusieurs droits de cités cantonaux, il peut faire la demande auprès du canton d'origine de son choix ; la l'avis favorable provoque la libération de tous les droits de cité.
Si le lieu de résidence de la personne libérée est inconnu, la notification est publiée dans la Feuille fédérale.

### Retrait
Si la conduite d'un double national porte gravement atteinte aux intérêts ou au renom de la Suisse, le SEM peut retirer la nationalité suisse (de même que le droit de cité cantonal et communal). Il doit au préalable recueillir l'accord du canton d'origine concerné.
Les crimes et délits susceptibles de conduire à un retrait de la nationalité suisse sont liés aux activités terroristes, d'extrémisme ou de criminalité organisée. Entrent également en ligne de compte les crimes de génocide, contre l'humanité ou une infraction aux Conventions de Genève de 1949. L'espionnage et la propagande tendant à renverser l'ordre constitutionnel suisse sont aussi des motifs pour provoquer le retrait de la nationalité suisse. Le retrait présuppose toutefois une condamnation pénale entrée en force.

## Droits et obligations découlant de la nationalité suisse
La nationalité suisse est liée à plusieurs droits, mais également plusieurs obligations. Le lien entre le citoyen suisse et l'État est particulier (Sonderverbindung), car celui-ci permet au citoyen suisse d'exercer certaines prérogatives (droits) et de remplir certains devoirs (obligations) qu'un étranger en Suisse n'a pas.
La double nationalité est admise en Suisse.
Un canton ne peut pas discriminer un citoyen suisse en raison de son droit de cité cantonal,, ce qui vaut également en matière d'aide sociale,.

### Droits

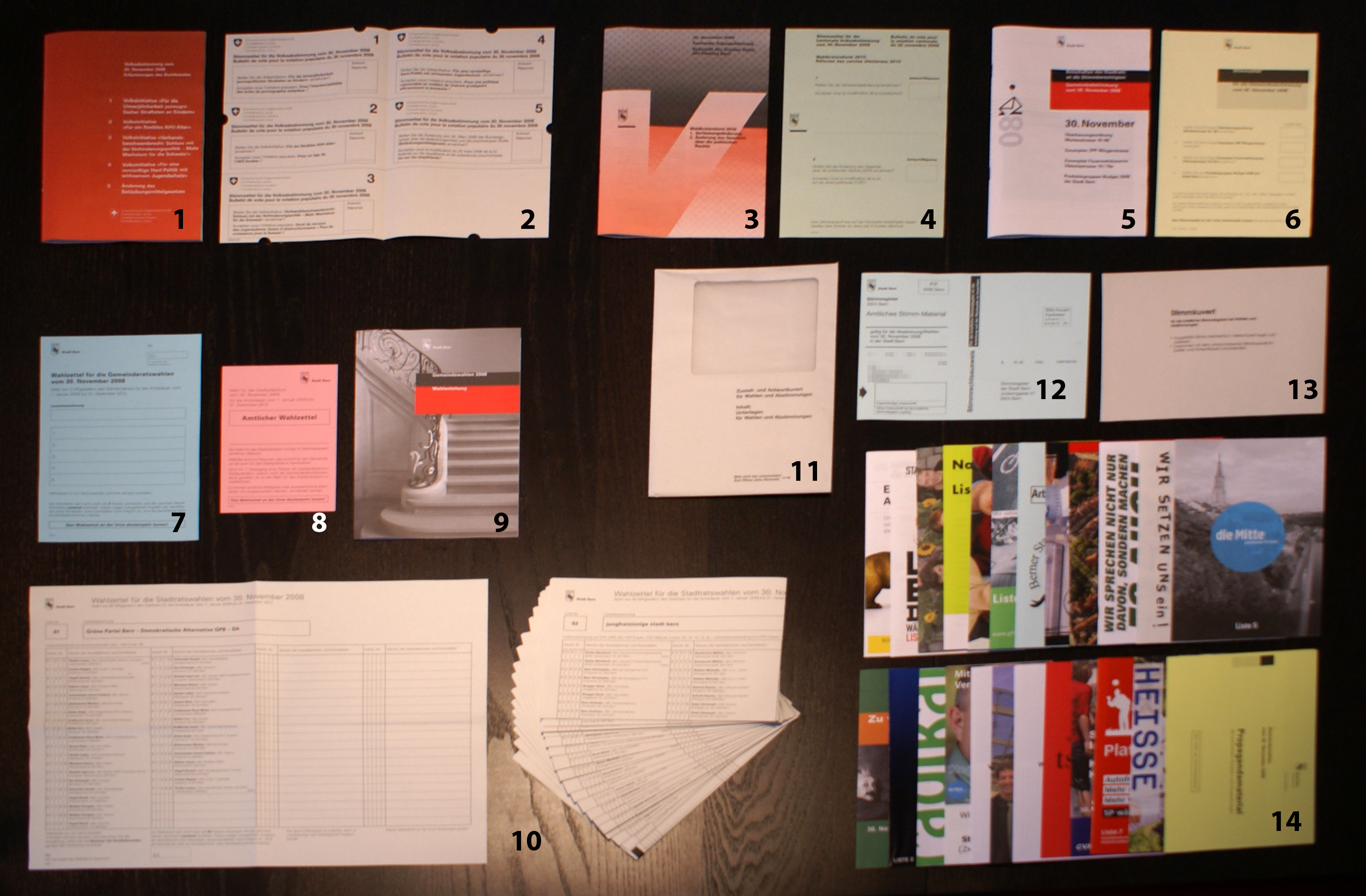
Le droit de vote est une conséquence de la nationalité suisse.

La nationalité suisse octroie le droit de vote au niveau fédéral,. Le droit fédéral règle l'exercice de ces droits politiques au niveau fédéral, le droit cantonal au niveau cantonal et communal.
Elle donne aussi la possibilité de se faire élire au Conseil national, au Conseil fédéral et au Tribunal fédéral. L'élection au Conseil des États est réglée par le droit cantonal.
Un citoyen suisse peut librement choisir son lieu d'établissement (son domicile) partout où il le souhaite en Suisse, ; il a également le droit d'émigrer et d'immigrer en Suisse. Il ne peut pas être expulsé de Suisse, il ne peut être extradé que s'il y consent.
Chaque citoyen suisse a le droit d'exiger des autorités compétentes de se faire remettre un document attestant de sa nationalité suisse,, sous la forme d'un passeport suisse ou d'une carte d'identité suisse.
En dehors de Suisse, un citoyen suisse fait partie de la Cinquième Suisse et a droit à certaines prestations et protections. Il peut s'inscrire auprès du registre des Suisses à l'étranger maintenu par le Département fédéral des affaires étrangères. La Suisse fournit une protection consulaire à ses citoyens, sans toutefois que le citoyen ait un droit à la protection consulaire (susceptible d'être invoqué en justice). Il a également la possibilité de recevoir, de manière subsidiaire et à certaines conditions, une aide sociale de la Suisse.

### Obligations

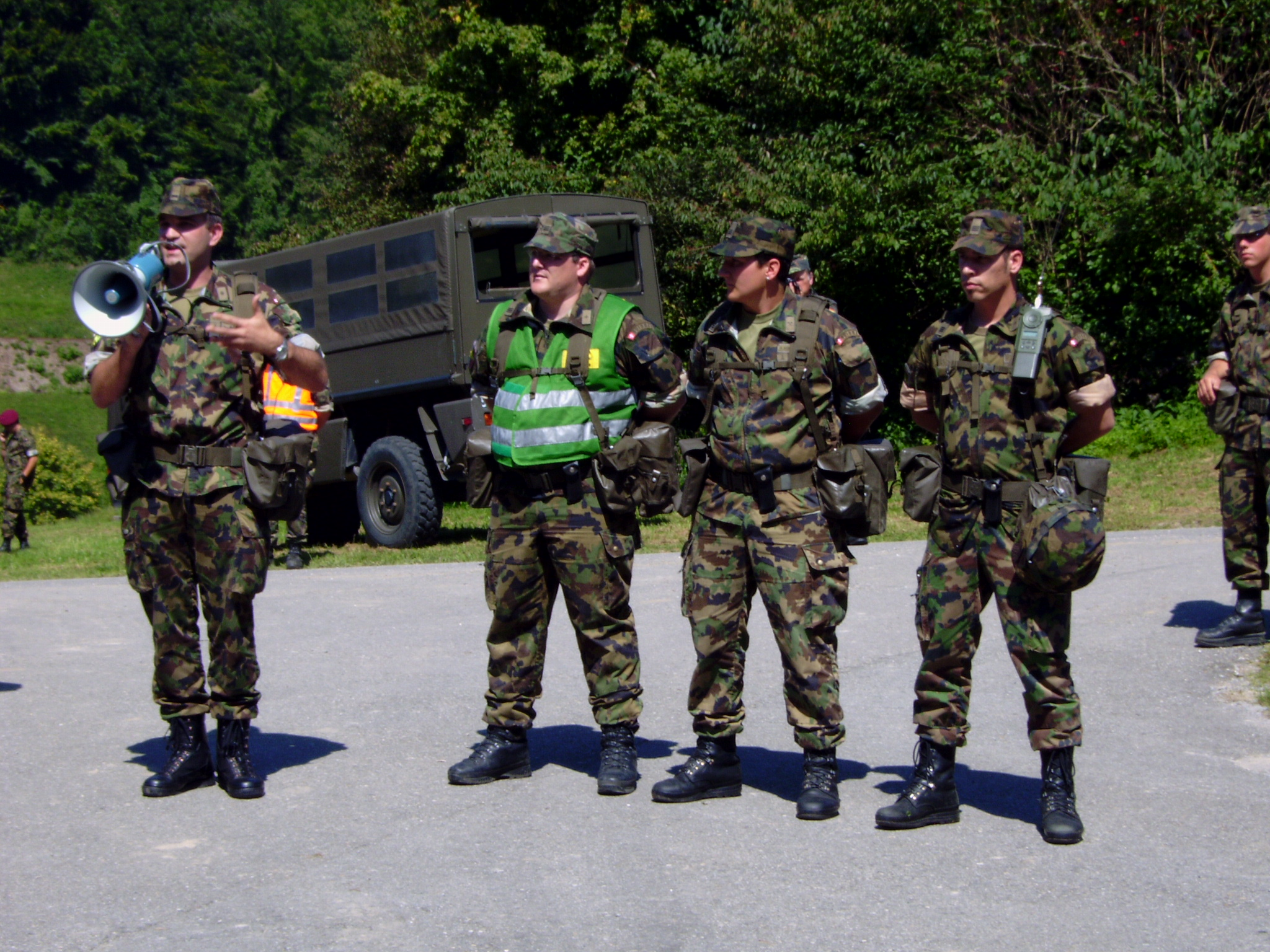
L'obligation de service pour les citoyens majeurs est une des obligations découlant de la nationalité suisse.

L'obligation principale découlant de la nationalité suisse est, pour les citoyens majeurs de sexe masculin, l'obligation de servir,. Selon la législation militaire, il est aussi interdit aux citoyens suisses de servir dans une armée étrangère, sans en avoir reçu l'autorisation par le Conseil fédéral,.
D'autres obligations pour les citoyens peuvent être instituées par les cantons.

## Droit de cité d'honneur
Le droit de cité d'honneur octroyé à un étranger par les cantons et communes, sans l’autorisation fédérale, n’a pas les effets d’une naturalisation.